# 叙拉古之围 (827年—828年)
827年–828年的叙拉古之围标志着阿格拉布王朝第一次对西西里岛的叙拉古征服的企图，当时的西西里岛是拜占庭帝国统治下的一个军区。阿格拉布王朝的军队在西西里岛登陆前只有几个月的准备时间，表面上佯装支持叛变的拜占庭将领尤菲米斯。在击败当地军队并占领馬扎拉-德爾瓦洛的要塞后，他们向西西里岛的首都叙拉古进军。这次围攻从827－828年冬天一直持续到夏天，在此期间围困叙拉古的军队饱受粮食缺乏和疫病爆发的折磨，他们的指挥官阿萨德·伊本·弗拉特甚至因此丧命。面对拜占庭的增援部队，新的指挥官穆罕默德·伊本·阿比·贾瓦里（Muhammad ibn Abi'l-Jawari）放弃了围城并撤退至仍然被他们所控制的西西里岛的西南面。从那里，他们开始了对西西里岛的缓慢征服，最终在877－878年的围城中成功攻陷叙拉古，随后直到902年陶尔米纳被攻陷后，整个西西里岛基本被阿格拉布王朝完全征服。